# Raimundo de Aguilers
Raimundo de Aguilers fue un cronista de la Primera Cruzada (1096-99). Viajó con el ejército cruzado provenzal, dirigido por el conde Raimundo IV de Tolosa, hasta Jerusalén.
Recibió su educación clerical en el monasterio de Vézelay y no se documenta nada sobre él después del asedio y toma de Jerusalén en 1099. Como testigo de la Primera Cruzada, fue uno de sus principales cronistas. Su descripción del sitio y toma de Antioquía (1097-98) es posiblemente la única narración primaria y no secundaria.
Su obra, Historia Francorum qui ceperunt Iherusalem, fue traducida del latín al francés moderno a comienzos del siglo XIX por el erudito francés François Guizot.

## Ediciones
- Raymond d'Aguilers, Historia Francorum qui ceperunt Iherusalem (ed. y tr. John Hugh Hill - Laurita L. Hill), American Philosophical Society, Philadelphia 1968.

- Datos: Q4273
- Multimedia: Raimundus de Agiles / Q4273